# 小島啓
小島 啓（こじま ひろむ、1976年10月24日 - ）は、ジャニーズ事務所に所属していた元アイドル。男性アイドルグループ・TOKIOの初期メンバー。 千葉県生まれ、東京都育ち。血液型はO型。

## 略歴
1990年3月26日にジャニーズ事務所入り。同時に「SMAP学園」に加入し、SMAPのバックダンサーを務めた。同年4月にSMAP学園からTOKIOに加入する。
しかし、CDデビューも目前に迫った1994年、小島は突如脱退し、芸能界からも引退した。穴埋めとして、それまでサポートメンバーだった長瀬智也が正式加入した。

## 出演

### テレビ
- クイズ!年の差なんて（フジテレビ系）
- アイドル共和国（テレビ朝日系）
- 桜っ子クラブ（テレビ朝日系）
- ツインズ教師（テレビ朝日系）

### 舞台
- 聖闘士星矢（バンダイスーパーミュージカル）